# Arabellata
Genre
Arabellata est un genre d'araignées aranéomorphes de la famille des Clubionidae.

## Distribution
Les espèces de ce genre sont endémiques de Nouvelle-Guinée orientale en Papouasie-Nouvelle-Guinée.

## Liste des espèces
Selon World Spider Catalog (version 17.5, 04/10/2016) :
- Arabellata nimispalpata Baert, Versteirt & Jocqué, 2010
- Arabellata terebrata Baert, Versteirt & Jocqué, 2010

## Publication originale
- Versteirt, Baert & Jocqué, 2010 : New genera and species of canopy living Clubionidae (Araneae) from Papua New Guinea. Bulletin van het Koninklijk Belgisch Instituut voor Natuurwetenschappen: Entomologie & Biologie, vol. 80, p. 75-107.